# Ратибор (князь ободритів)
Ратибор (*д/н —1043) — верховний князь ободритів у 1028—1043 роках.

## Життєпис
Походив з роду князів племені полабів. Про молоді роки немає відомостей. Після загибелі верховного князя Пжибігнєва у 1028 році в результаті вбивства саксом або внаслідок змови місцевих князів, Ратибор зумів захопили владу в Ободрицькому союзі. Декілько років присвятив приборканю місцевих племен, оскільки його владу обмежували обрані князі Онодраг та Гнєвош. Разом з останніми Ратибор був присутній у Гамбурзі у 1036 році, де приніс присягу вірності Бернарду II, герцогу Саксонії.
До 1040 року Ратибор зміцнив центральну княжу владу, сприявши перетворенню союзу на стабільну державу з єдиним верховним князем. Призначив 8 синів керувати різними областями Ободрицького союзу. Своєю столицею обрав Рацебург (сучасне місто в Шлезвіг-Гольштейн, ФРН).
Завдяки вмілій політиці Ратибора ободрити знову звільнилися від залежності з боку Священної Римської імперії. Водночас Ратибор припинив перші спроби християнізації ободритів, сприяв поганським жерцям.
У зовнішній політиці встановив союзницькі стосунки з більшістю сусідніх слов'янських племен. Усі ці домовленості були спрямовані на захист від іноземних загарбників — німців, данців та свеїв.
У 1043 році Ратибор прийшов на допомогу слов'янам-поморянам для захисту міста Воліна, на яке напали данці, але загинув у битві. За іншою версією, прийшов на допомогу Свейну Естрідсену, який намагався здобути данський трон.
Того ж року сини Ратиблора зібралися мститися данцям за батька, скликали велике військо і пішли на Данію. Магнус I, король Данії та Норвегії, був тоді на півночі, а ободріти, прибувши до Данії у величезній кількості, походом пройшли країною зі сходу на захід, сплюндрувавши ту. Потім стали повертатися по східному березі і дійшли майже до Шлеї. Тут, на Шлезвізькій рівнині Магнус за допомогою німецького війська розгромив їх і вони були майже повністю знищені. Гільфердінг навіть називає дату цієї битви — 28 вересня 1043 року, називаючи її Скотбогарською битвою (біля річки Скотбогари). У цій битві загинули усі 8 синів Ратибора.
Після цього владу перейняв Годеслав, син Пжибігнєва